# Giovanni Mpetshi Perricard
Giovanni Mpetshi Perricard (født 8. juli 2003 i Lyon, Frankrig) er en professionel tennisspiller fra Frankrig.